# Walther Bringolf

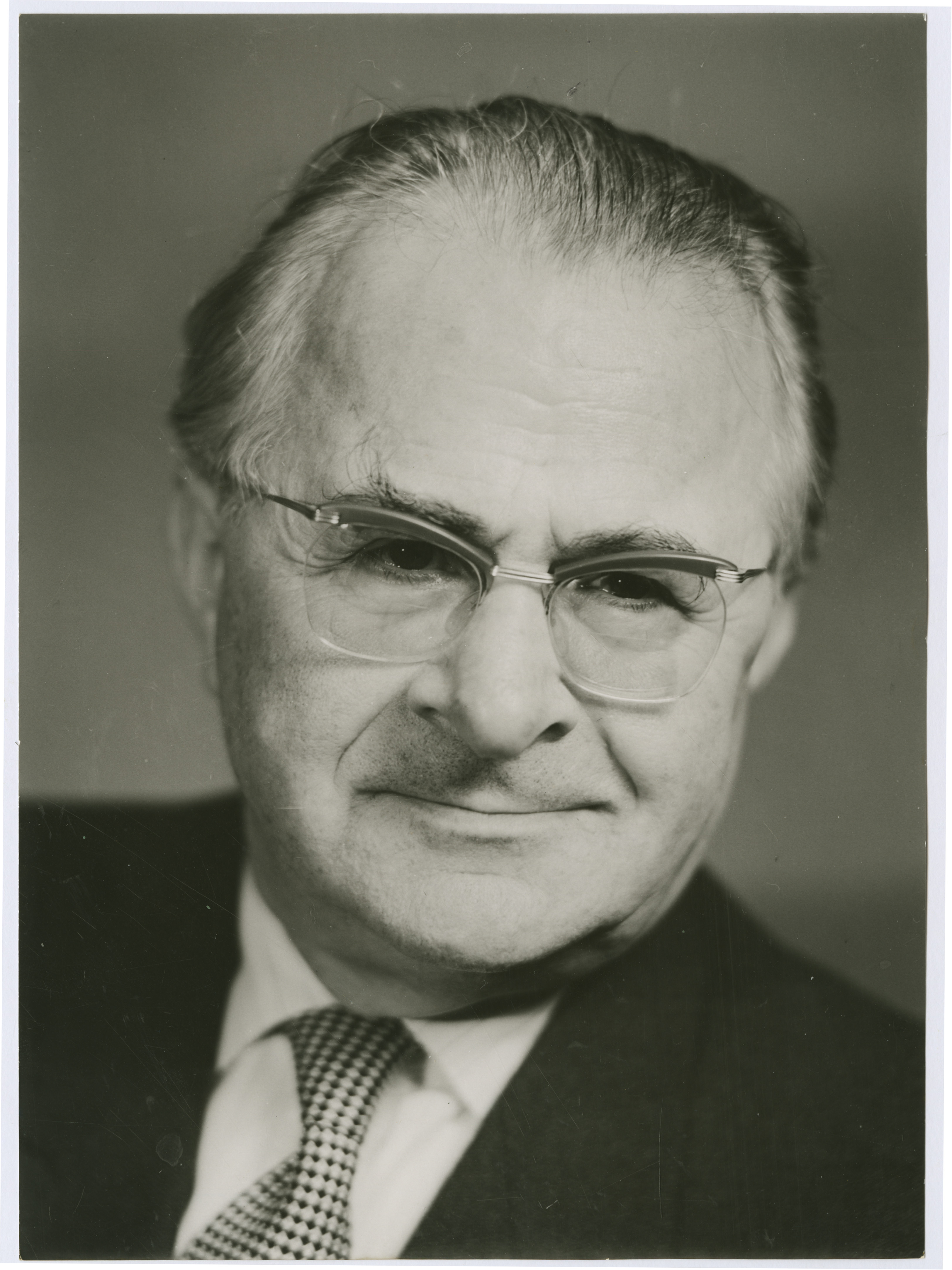
Walther Bringolf (etwa 1960)

Walther Bringolf, auch Walter oder Hans Walther (* 1. August 1895 in Lörrach; † 24. März 1981 in Schaffhausen), war ein Schweizer Politiker (SP). Der ehemalige Kommunist zählt zu den einflussreichsten Sozialdemokraten der Schweiz im 20. Jahrhundert.

## Biografie
Sein Vater arbeitete als Nachtwächter in einer Chemiefabrik in Basel. Seine Mutter Verena, geborene Häusler, stammte aus Baden-Württemberg. Später zog die Familie nach Schaffhausen, in den Herkunftskanton des Vaters. Walther Bringolf absolvierte eine Maurerlehre, bevor er kurzzeitig das Technikum Winterthur besuchte. 1917 war er Mitbegründer des Schweizerischen Soldatenvereins, der die Würde und die Interessen der Soldaten gegenüber den Offizieren verteidigte. Unter den Eindrücken des Ersten Weltkrieges entwickelte sich Bringolf, der gerne Offizier geworden wäre, zum Antimilitaristen. 

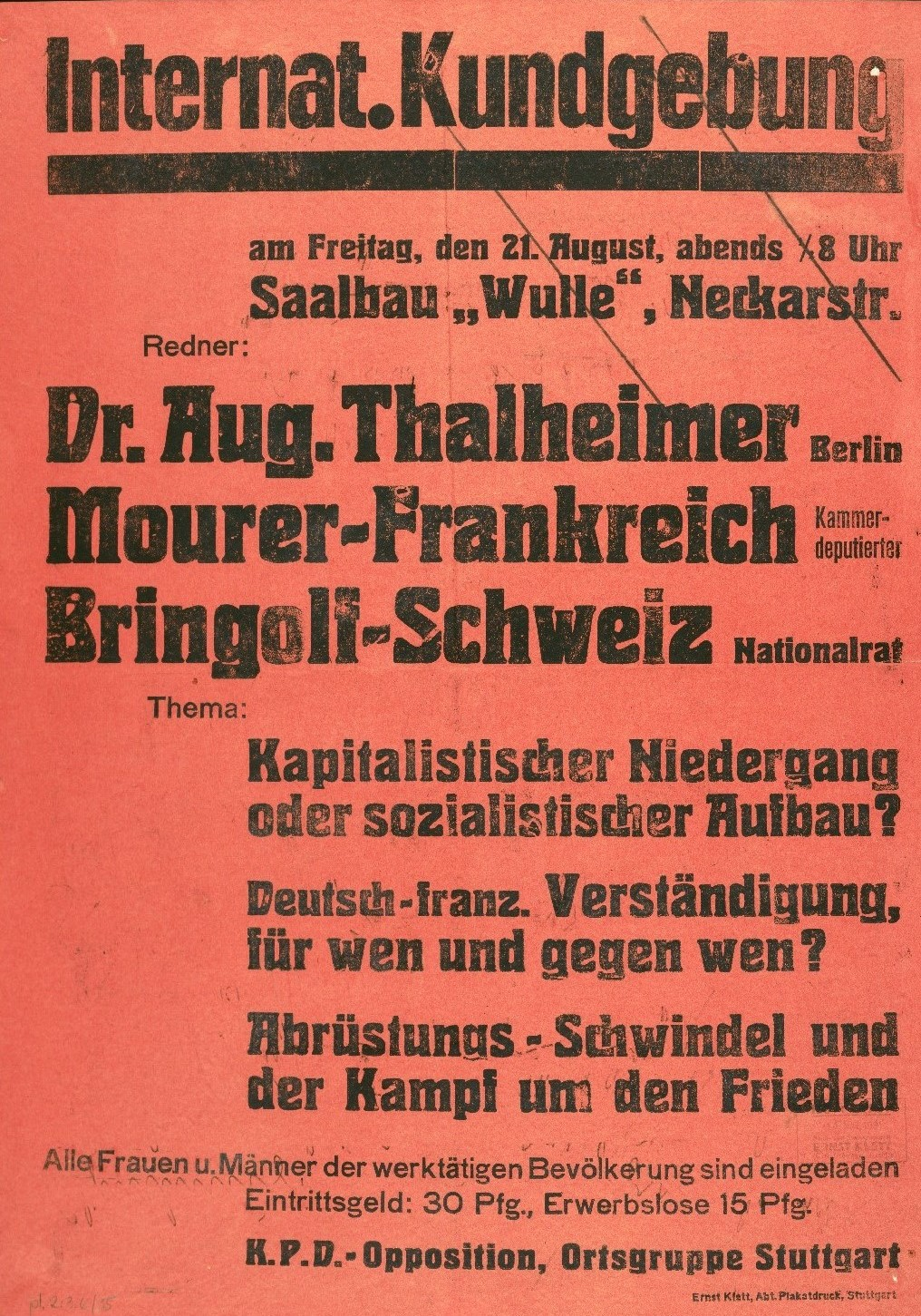
Auftritt Bringolfs 1931 in Stuttgart

1919 trat Bringolf der Sozialdemokratischen Partei der Schweiz (SP) bei und stieg schnell zum unbestrittenen Wortführer der Schaffhauser Sozialdemokratie auf. 1921 überwarf er sich mit der SP, nachdem diese den Beitritt zur Komintern abgelehnt hatte. Bringolf schloss sich daraufhin mit der Schaffhauser Sektion der neuen Kommunistischen Partei der Schweiz (KPS) an. 1922 übernahm er die Redaktion der kommunistischen Schaffhauser Arbeiter-Zeitung (heute Schaffhauser AZ). Ab 1924 gehörte er dem Schaffhauser Stadtparlament wie auch dem Grossen Rat des Kantons Schaffhausen an, 1925 wurde er zudem in den Nationalrat gewählt. Sein arbeitsrechtliches Engagement brachte in den 1930er-Jahren die Anerkennung der Silikose (Staublunge), einem lebensgefährlichen Leiden der Arbeiter in Giessereien und Steinbrüchen, als Berufskrankheit.
Walther Bringolf stellte sich 1930 gegen die von der Sowjetunion verfügte Sozialfaschismustheorie und kritisierte den Stalinismus. Stalin zitierte Bringolf daraufhin nach Moskau, wo er teilweise nachgab. Die Mehrheit der Schaffhauser Sektion hatte unterdessen mit der Gründung der Kommunistischen Partei-Opposition (KPO) den Bruch aber bereits vollzogen. Bringolf schloss sich ihr an und wurde darauf aus der Kommunistischen Partei ausgeschlossen. 1931 wurde er für die KPO erneut in den Nationalrat und 1933 zum Stadtpräsidenten gewählt, ein Amt, welches er bis 1968 ausüben sollte.
Am 25. Juni 1930 hatte Bringolf vom bürgerlichen Ruggero Dollfus eine Ohrfeige im Nationalratssaal kassiert, nachdem er diesen als Lügner bezeichnete.
Unter dem Eindruck des Nationalsozialismus näherte sich Walther Bringolf wieder der Sozialdemokratie an; 1935 kam es schliesslich zur Wiedervereinigung von SP und KPO. Im September 1940 gründete er zusammen mit Karl Barth und anderen die demokratisch orientierte Aktion Nationaler Widerstand, die defätistischen Tendenzen gegenüber der nationalsozialistisch-faschistischen Bedrohung des Landes entgegenwirken sollte.   

Walther Bringolf (rechts) begrüsst Willy Brandt bei der Tagung der Sozialistischen Internationale in Zürich 1967

Walther Bringolf (1976)

1952 übernahm Bringolf das Präsidium der Sozialdemokratischen Partei der Schweiz und wusste als einer der ersten Schweizer Politiker die Möglichkeiten des neu aufkommenden Fernsehens zu nutzen. 1959 wurde er bei der Begründung der Zauberformel von der SP als Bundesrat nominiert. Allerdings war es für die bürgerliche Mehrheit undenkbar, einen früheren Kommunisten in die Landesregierung zu wählen, und sie gab Hans-Peter Tschudi den Vorzug. Gewissermassen als Entschädigung wählte ihn der Nationalrat 1961 für ein Jahr zum Nationalratspräsidenten. Danach zog sich Bringolf langsam aus der Politik zurück: 1962 gab er das Parteipräsidium ab, 1968 trat er nach 35 Jahren als Schaffhauser Stadtpräsident zurück, 1971 gab er nach 46 Jahren sein Nationalratsmandat ab. Parallel dazu war er von 1964 bis 1970 Mitglied der Schweizer Delegation in der Parlamentarischen Versammlung des Europarates. Als alternder Politiker bekundete er sichtbare Mühe, die rebellierende Jugend zu verstehen (Globus-Krawalle) und näherte sich bürgerlichen Standpunkten an. Bis zu seinem Tod war Bringolf Verwaltungsratspräsident der Unionsdruckerei Schaffhausen AG, die die Schaffhauser AZ verlegte.
Seine Geschwister waren die Schauspieler Ernst Bringolf (1889–1954) und Elfriede (1888–1977), verheiratet mit Willy Volker. Er war verheiratet mit Margrit Wildberger.

## Werke
- Russische Reise 1920. Berlin/Zürich 1920
- Lenin. Sein Leben und Werk. Nach einem Vortrage, gehalten an der Lenin-Trauerfeier der Kommunistischen Parteien Schaffhausen und Umgebung am Donnerstag, den 31. Januar 1924. Schaffhausen 1924 (Internet Archive)
- Perspektiven der sozialistischen Bewegung der Schweiz. Schaffhausen 1940
- Demokratischer Sozialismus. Kampf um die neue Schweiz! Zürich 1947
- Die Sozialdemokratie zu den internationalen Problemen. Zürich 1948
- Der Bundesrat ohne Sozialdemokraten. Zürich 1954
- Sozialismus in der Schweiz. Zürich 1956
- Die Sozialdemokratie und die Rede Chruschtschows. Zürich 1956
- Probleme der internationalen Politik. Bern 1961
- Mein Leben. Weg und Umweg eines Schweizer Sozialdemokraten. Zürich 1966
- Das Bild der Stadt Schaffhausen. Zürich 1967 (gemeinsam mit Walter Ulrich Guyan)
- Gespräche in Südafrika. Eindrücke und Überlegungen von einer Informationsreise. Zürich 1968

## Ehrungen
Zu Ehren des langjährigen Stadtpräsidenten Walter Bringolf wurde 2019 der in der Schaffhauser Altstadt liegende Platz in Walter Bringolf Platz umbenannt.